# Вобасо (Флорида)
Вобасо (енгл. Wabasso) насељено је место без административног статуса у америчкој савезној држави Флорида.

## Демографија
По попису из 2010. године број становника је 609, што је 309 (-33,7%) становника мање него 2000. године.
| Група             | 2000.       | 2010.       |
| Белци             | 726 (79,1%) | 542 (89,0%) |
| Афроамериканци    | 51 (5,6%)   | 35 (5,7%)   |
| Азијати           | 13 (1,4%)   | 1 (0,2%)    |
| Хиспаноамериканци | 117 (12,7%) | 27 (4,4%)   |
| Укупно            | 918         | 609         |